# Late Again (single)
Late again is een single van Stealers Wheel. Het is afkomstig van hun album Stealers Wheel. Late again werd uitgebracht in 1972 maar bracht in eerste instantie geen succes. Pas toen Stuck in the middle with you begon te verkopen, trok ook de verkoop van Late again aan. In Nederland kwam het singletje hoger te staan dan haar voorganger en ook het aantal weken overstijgt die van Stuck.
Late again klinkt door de instrumentatie met harmonium en nasale zangstemmen erg zeurderig. In 1972 is B-kant I get by. In 1978 werd de single opnieuw uitgegeven dan met B-kant Outside looking in, eveneens te vinden op hun debuutalbum.
Het onderwerp is achteraf gezien wrang. De schrijvers blijven te lang in de kroeg hangen en krijgen thuis dus klachten van de vrouw. Gerry Rafferty zou uiteindelijk in 2011 ten onder gaan aan de gevolgen van een langdurige alcoholverslaving, zijn lever hield ermee op.

## Hitnoteringen

### Nederlandse Top 40
| Hitnotering: 16-06-1973 t/m 25-08-1973 | Hitnotering: 16-06-1973 t/m 25-08-1973 | Hitnotering: 16-06-1973 t/m 25-08-1973 | Hitnotering: 16-06-1973 t/m 25-08-1973 | Hitnotering: 16-06-1973 t/m 25-08-1973 | Hitnotering: 16-06-1973 t/m 25-08-1973 | Hitnotering: 16-06-1973 t/m 25-08-1973 | Hitnotering: 16-06-1973 t/m 25-08-1973 | Hitnotering: 16-06-1973 t/m 25-08-1973 | Hitnotering: 16-06-1973 t/m 25-08-1973 | Hitnotering: 16-06-1973 t/m 25-08-1973 | Hitnotering: 16-06-1973 t/m 25-08-1973 | Hitnotering: 16-06-1973 t/m 25-08-1973 |
| Week:                                  | 1                                      | 2                                      | 3                                      | 4                                      | 5                                      | 6                                      | 7                                      | 8                                      | 9                                      | 10                                     | 11                                     |                                        |
| -------------------------------------- | -------------------------------------- | -------------------------------------- | -------------------------------------- | -------------------------------------- | -------------------------------------- | -------------------------------------- | -------------------------------------- | -------------------------------------- | -------------------------------------- | -------------------------------------- | -------------------------------------- | -------------------------------------- |
| Positie:                               | 21                                     | 11                                     | 9                                      | 7                                      | 4                                      | 4                                      | 5                                      | 11                                     | 20                                     | 29                                     | 37                                     | uit                                    |

### NederlandseSingle Top 100
| Hitnotering: (Week 1 t/m 9) 16-06-1973 t/m 11-08-1973 Hitnotering: (Week 10 t/m 13) 15-07-1978 t/m 05-08-1978 | Hitnotering: (Week 1 t/m 9) 16-06-1973 t/m 11-08-1973 Hitnotering: (Week 10 t/m 13) 15-07-1978 t/m 05-08-1978 | Hitnotering: (Week 1 t/m 9) 16-06-1973 t/m 11-08-1973 Hitnotering: (Week 10 t/m 13) 15-07-1978 t/m 05-08-1978 | Hitnotering: (Week 1 t/m 9) 16-06-1973 t/m 11-08-1973 Hitnotering: (Week 10 t/m 13) 15-07-1978 t/m 05-08-1978 | Hitnotering: (Week 1 t/m 9) 16-06-1973 t/m 11-08-1973 Hitnotering: (Week 10 t/m 13) 15-07-1978 t/m 05-08-1978 | Hitnotering: (Week 1 t/m 9) 16-06-1973 t/m 11-08-1973 Hitnotering: (Week 10 t/m 13) 15-07-1978 t/m 05-08-1978 | Hitnotering: (Week 1 t/m 9) 16-06-1973 t/m 11-08-1973 Hitnotering: (Week 10 t/m 13) 15-07-1978 t/m 05-08-1978 | Hitnotering: (Week 1 t/m 9) 16-06-1973 t/m 11-08-1973 Hitnotering: (Week 10 t/m 13) 15-07-1978 t/m 05-08-1978 | Hitnotering: (Week 1 t/m 9) 16-06-1973 t/m 11-08-1973 Hitnotering: (Week 10 t/m 13) 15-07-1978 t/m 05-08-1978 | Hitnotering: (Week 1 t/m 9) 16-06-1973 t/m 11-08-1973 Hitnotering: (Week 10 t/m 13) 15-07-1978 t/m 05-08-1978 | Hitnotering: (Week 1 t/m 9) 16-06-1973 t/m 11-08-1973 Hitnotering: (Week 10 t/m 13) 15-07-1978 t/m 05-08-1978 | Hitnotering: (Week 1 t/m 9) 16-06-1973 t/m 11-08-1973 Hitnotering: (Week 10 t/m 13) 15-07-1978 t/m 05-08-1978 | Hitnotering: (Week 1 t/m 9) 16-06-1973 t/m 11-08-1973 Hitnotering: (Week 10 t/m 13) 15-07-1978 t/m 05-08-1978 | Hitnotering: (Week 1 t/m 9) 16-06-1973 t/m 11-08-1973 Hitnotering: (Week 10 t/m 13) 15-07-1978 t/m 05-08-1978 | Hitnotering: (Week 1 t/m 9) 16-06-1973 t/m 11-08-1973 Hitnotering: (Week 10 t/m 13) 15-07-1978 t/m 05-08-1978 | Hitnotering: (Week 1 t/m 9) 16-06-1973 t/m 11-08-1973 Hitnotering: (Week 10 t/m 13) 15-07-1978 t/m 05-08-1978 |
| Week: | 1 | 2 | 3 | 4 | 5 | 6 | 7 | 8 | 9 | | 10 | 11 | 12 | 13 | |
| --- | --- | --- | --- | --- | --- | --- | --- | --- | --- | --- | --- | --- | --- | --- | --- |
| Positie: | 25 | 10 | 7 | 4 | 4 | 5 | 5 | 12 | 16 | uit | 45 | 39 | 38 | 46 | uit |

### NPO Radio 2 Top 2000
| Nummer met noteringen in de NPO Radio 2 Top 2000 | '99 | '00 | '01 | '02 | '03 | '04 | '05 | '06  | '07  | '08 | '09  | '10  | '11  | '12  | '13  | '14  | '15  | '16  | '17  |
| ------------------------------------------------ | --- | --- | --- | --- | --- | --- | --- | ---- | ---- | --- | ---- | ---- | ---- | ---- | ---- | ---- | ---- | ---- | ---- |
| Late Again                                       | 810 | 674 | 820 | 748 | 806 | 867 | 902 | 1002 | 1087 | 925 | 1223 | 1261 | 1227 | 1491 | 1537 | 1716 | 1774 | 1873 | 1922 |

1. ↑  Een vetgedrukt getal geeft de hoogste notering aan.
2. ↑  Deze tabel is bijgewerkt tot en met de laatste editie (2024).

## Coverversies
- De Surinaams-Nederlandse kasekoformatie Exmo Stars nam in 1983 een reggaeversie op. Verder zijn er covers verschenen van Grandpa Nick Sessie Band (1998) en Jasper Steverlinck (2004.)